# Planet Coaster
Planet Coaster é um jogo de simulação sandbox de construção e gerenciamento de um parque de diversões, desenvolvido e publicado pela Frontier Developments para Microsoft Windows, no qual foi lançado oficialmente em novembro de 2016.
Por mais que não seja diretamente ligado pelo nome, este jogo é o sucessor de RollerCoaster Tycoon.
Durante o evento X019, da Microsoft, Planet Coaster foi confirmado também para o console da Sony, com lançamento previsto para metade de 2020

## Jogabilidade
Planet Coaster é um jogo de simulação sandbox de construção e gerenciamento. Similar ao seu antecessor, o jogo permite os jogadores construírem diferentes tipos de parques de diversões e montanhas russas. Existem três modos que podem escolher: Career, Sandbox, e Challenge. Career permite assumir o controlo de vários parques, que terão de gerir através de diferentes contextos. Em alguns parques terão de completar montanhas-russas, noutros terão de lidar com problemas de sujidade, e assim por diante. Depois de completarem os objetivos de um parque, desbloqueiam novos parques para gerirem em Career.
No modo Challenge terão de lidar com algumas situações ainda mais delicadas, com um número de opções mais limitado e recursos mínimos. Terão de gerir o parque de forma a começar a dar lucro, mas não basta aumentar preços e reduzir custos. Neste modo terão de invocar as vossas melhores capacidades de gestão, e se for necessário, até podem pedir dinheiro emprestado ao banco para investirem - mas não se esqueçam que terão de o pagar de voltar. À semelhança do modo Career, também existem vários níveis de dificuldade e desafios opcionais, permitindo alguma flexibilidade para personalizarem a dificuldade do modo.
A última opção é Sandbox, que como o nome em inglês sugere, permite aos jogadores construírem os seus parques com maior liberdade. Aqui não têm de enfrentar desafios, lidar com problemas de dinheiro, ou situações complicadas. Tudo o que precisam de fazer é construir o parque dos vossos sonhos. Enquanto nos outros modos é necessário cumprir requisitos para desbloquear opções de construção, no modo Sandbox todas as opções estão desbloqueadas de início. As atrações criadas pelos jogarores podem ser compartilhados através de uma mecanica chamada de "global village". O jogo também tem como padrão dez mascotes.

## Recepção

### Pré-lançamento
O jogo foi recebido positivamente após o lançamento da versão alfa. Andy Kelly de PC Gamer comentou que Frontier estava "em um bom começo", acrescentando que criar edifícios com as ferramentas de criação davam "imensas possibilidades".
 Apesar disso, Mark Walton de Ars Technica notou várias falhas incluindo os menus "difíceis de navegar" e a falta da montanhas russas customizadas. Em 27 de abril de 2016, um mês depois do lançamento da versão alfa, Frontier anunciou que Planet Coaster tinha arrecadado aproximadamente dois milhões de dólares.

### Resumo das Críticas
O jogo foi teve recepção positiva dos críticos,foi elogiado pela sua ferramenta de criação,animação e por ser o jogo de parque bem mais completo que RollerCoaster ,mais foi criticado por seus menus um poucos difíceis de navegar e que é praticamente impossivel rodar o jogo em uma resolução alta.

## DLC's
Ao longo do tempo, foram lançadas diversas expansões e conteúdos extras para o jogo, chamadas de DLC's (downloadable content, ou em português, conteúdo baixável). Cada DLC possui um tema diferente, proporcionando ao jogador novas experiências.
São três tipos de DLCs:
- Pacote de Objetos: Insere novos objetos de cenário e construção no jogo (também pode incluir novos modelos de carros de brinquedos, mas nenhum brinquedo novo);
- Pacote de Brinquedos: Insere novos brinquedos e montanhas russas ao jogo, além de alguns itens de cenário.;
- Pacote de Expansão: Insere novos objetos e brinquedos temáticos ao jogo.

| DLC                                               | TIPO DE CONTEÚDO     | DESCRIÇÃO | DATA DE LANÇAMENTO |
| ------------------------------------------------- | -------------------- | --- | ------------------ |
| Back to the Future™ Time Machine Construction Kit | Pacote de Objetos    | Itens temáticos relacionados a série de filmes "De Volta Para o Futuro"™.                                             | 21/07/2017         |
| Knight Rider™ K.I.T.T. Construction Kit           | Pacote de Objetos    | Itens temáticos relacionados a série de TV "A Super Máquina"™.                                                        | 21/07/2017         |
| The Munsters® Munster Koach Construction Kit      | Pacote de Objetos    | Itens temáticos relacionados a série de TV "Monstros Não Amolem"™.                                                    | 21/07/2017         |
| Spooky Pack                                       | Pacote de Expansão   | Brinquedos, cenários e itens de construção relacionados ao tema "terror".                                             | 25/09/2017         |
| Adventure Pack                                    | Pacote de Expansão   | Brinquedos, cenários e itens de construção relacionados ao tema "aventura".                                           | 18/12/2017         |
| Studios Pack                                      | Pacote de Expansão   | Brinquedos, cenários e itens de construção relacionados ao tema cinematográfico.                                      | 27/03/2018         |
| Vintage Pack                                      | Pacote de Expansão   | Brinquedos, cenários e itens de construção relacionados a parques intinerantes, antigos e num estilo clássico.        | 10/07/2018         |
| World's Fair Pack                                 | Pacote de Expansão   | Brinquedos, cenários e itens de construção relacionados a estilos, cenários e parques de vários países do mundo.      | 16/10/2018         |
| Magnificent Rides Collection                      | Pacote de Brinquedos | Brinquedos e montanhas russas icônicas e modernas que existem em parques de diversão.                                 | 20/12/2018         |
| Classic Rides Collection                          | Pacote de Brinquedos | Brinquedos e montanhas russas clássicos de parques de diversão.                                                       | 16/04/2019         |
| Quick Draw Interactive Shooting Ride              | Pacote de Brinquedos | Novo brinquedo de tiro ao alvo em carros móveis (dark-ride interativo).                                               | 04/06/2019         |
| Ghostbusters™ Pack                                | Pacote de Expansão   | Brinquedos, cenários e itens de construção relacionados aos filmes "Os Caça Fantasmas™". Inclui um novo modo de jogo. | 04/06/2019         |